# The Star Witness
The Star Witness is een Amerikaanse dramafilm uit 1931 onder regie van William A. Wellman.

## Verhaal
Wanneer de familie Leeds ooggetuige is van een aantal moorden van de crimineel Maxey Campo, verzeilen ze in een oorlog tussen de politie en de onderwereld. Ze zien zich genoodzaakt om hun verklaringen in te trekken, wanneer hun zoon Donny wordt ontvoerd. Het gezin wordt terzijde gestaan door de openbare aanklager Whitlock.

## Rolverdeling
| Acteur           | Personage    |
| ---------------- | ------------ |
| Walter Huston    | Whitlock     |
| Frances Starr    | Ma Leeds     |
| Grant Mitchell   | Pa Leeds     |
| Sally Blane      | Sue Leeds    |
| Ralph Ince       | Maxey Campo  |
| Edward J. Nugent | Jackie Leeds |
| Dickie Moore     | Ned Leeds    |
| Nat Pendleton    | Jack         |
| George Ernest    | Donny Leeds  |
| Russell Hopton   | Thorpe       |
| Chic Sale        | Summerill    |